# إضافة المتصفح
إضافة المتصفح عبارة عن وحدة برامج صغيرة لتخصيص متصفح الويب واعطائه ميزات ومهام اضافية. تسمح المتصفحات عادةً بمجموعة متنوعة من الإضافات، بما في ذلك تعديلات واجهة المستخدم وحظر الإعلانات وإدارة ملفات تعريف الارتباط.
المكونات الإضافية للمتصفح هي نوع منفصل من الوحدة النمطية. الفرق الرئيسي هو أن الإضافات عادة ما تكون مجرد شفرة المصدر ، ولكن المكونات الإضافية هي دائمًا ملفات تنفيذية (مثل رمز الكائن ). اعتبارًا من عام 2019 ، تم إهمال معظم المتصفحات الإضافية، بينما تستخدم الإضافات على نطاق واسع. يحتوي المتصفح الأكثر شيوعًا، وهو جوجل كروم، على الآلاف من الإضافات المتاحة ولكن لا يتوفر سوى مكون إضافي واحد: برنامج أدوبي فلاش بلاير الذي تم تعطيله افتراضيًا.

## التاريخ
كان إنترنت إكسبلورر أول متصفح رئيسي يدعم الامتدادات، مع إصدار الإصدار 5 في عام 1999. يدعم متصفح فايرفوكس الامتدادات منذ إطلاقه في 2004. بدأ أوبرا (متصفح ويب) بدعم الامتدادات في عام 2009 ، وقام كل من جوجل كروم و سفاري (متصفح ويب) بذلك على النحو التالي: عام. قامت مايكروسوفت إيدج بإضافة ملحقات في عام 2016.

### مطابقة واجهة لبرمجة التطبيقات (API)
في عام 2015 ، تم تشكيل مجموعة عمل مجتمعية تحت رابطة الشبكة العالمية لإنشاء واجهة برمجة تطبيقات موحدة (API) لملحقات المستعرض. على الرغم من أنه من غير المحتمل أن يتحقق هذا الهدف،  غالبية المتصفحات بالفعل تستخدم واجهات برمجة التطبيقات نفسها أو واجهات برمجة التطبيقات المماثلة جدًا نظرًا لشعبية جوجل كروم.
كان المتصفح كروم أول متصفح له واجهة برمجة تطبيقات للإضافة تعتمد فقط على لغة ترميز النص الفائق (HTML) وأوراق الأنماط المتتالية (CSS) و جافا سكريبت (JavaScript). بدأ الاختبار التجريبي لهذه الإمكانية في عام 2009، وفي العام التالي، افتتحت جوجل متجر سوق كروم الإلكتروني. اعتبارًا من يونيو 2012 ، كان هناك 750 مليون تثبيت إجمالي للإضافات والمحتويات الأخرى المستضافة في المتجر. في العام نفسه، تفوقت كروم على إنترنت إكسبلورر باعتباره المتصفح الأكثر شعبية في العالم، واستمرت حصتها في السوق في النمو، حيث وصلت إلى 60٪ في عام 2018.

## روابط خارجية
وثائق واجهة برمجة تطبيقات الامتداد من Google و Apple و Mozilla و Microsoft و Opera
متاجر الإرشاد الرسمية لمتصفح Chrome و Safari و Firefox و Edge و Opera